# Robert Slater
Robert ("Robbie") Slater (Lancashire, 22 november 1964) is een voormalig Australisch profvoetballer. Hij speelde als middenvelder bij onder andere het Belgische RSC Anderlecht. In 1991 en 1993 ontving Slater de prijs voor Oceanisch Voetballer van het Jaar.

## Clubcarrière
Slater begon zijn profloopbaan in het seizoen 1982/83 bij Budapest Saint George FC. In zijn eerste seizoen bij deze club veroverde hij direct het kampioenschap van de National Soccer League. Na twee seizoenen bij Sydney Croatia (1987-1989) werd Slater in 1989 gecontracteerd door RSC Anderlecht. Na één seizoen vertrok hij echter alweer en werd RC Lens zijn nieuwe club.
In 1994 ging Slater in Engeland spelen bij achtereenvolgens Blackburn Rovers (1994/95), West Ham United (1995/96), Southampton FC (1996-1998) en Wolverhampton Wanderers (1998). In 1998 keerde Slater terug naar Australië en tekende bij Northern Spirit FC. Bij deze club beëindigde hij in 2001 zijn carrière als profvoetballer.

## Interlandcarrière
Slater kwam in totaal 44 keer (één doelpunt) uit voor de nationale ploeg van Australië in de periode 1988–1997. Onder leiding van bondscoach Frank Arok maakte hij zijn debuut op 7 juli 1988 in de vriendschappelijke thuiswedstrijd tegen Brazilië (0-1). Hij viel in dat duel na 73 minuten in voor John Kosmina.